# Тенрейро Монтенегро, Антонио
Антонио де Падуа Тенрейро Монтенегро-и-Каведа, второй граф Виго (исп. Antonio de Padua Tenreiro Montenegro y Caveda, Conde de Vigo; 24 апреля 1792 — 6 января 1855, Мадрид) — испанский государственный деятель. Племянник первого графа Виго, Хоакина Тенрейро Монтенегро, унаследовавший от него титул в 1834 году.
Депутат Сената Испании в 1837—1839 гг. от провинции Овьедо, затем пожизненный сенатор. Королевский советник, кавалер Ордена Карлоса III. Наиболее известен, однако, как руководитель Мадридской консерватории в 1838—1842 гг. в должности вице-попечителя (попечителем консерватории считалась королева-регент Мария Кристина); при этом первый директор консерватории, вокальный педагог Франческо Пьермарини, поначалу сохранил свою должность и лишь в 1840 г. покинул Мадрид. Мотивом назначения графа Виго на этот пост была его пламенная любовь к музыке: он, в частности, мастерски играл на гитаре, будучи учеником Дионисио Агуадо.